# کبری گودرزی
کبری گودرزی (زاده ۲۰ خرداد ماه ۱۳۵۱، بروجرد ) بازیگر سینما و تلویزیون، کارگردان، مدیرتولید و تهیه‌کننده اهل ایران می‌باشد و فعالیت هنری خود را از سال ۱۳۹۵ آغاز کرده است.
وی در آثاری چون خجالت نکش، زخم کاری، هفت سر اژدها، ایراندخت، زیرخاکی، چوب خط، ستارخان، صبح آخرین روز و... به عنوان بازیگر حضور داشته است. 

## فیلم‌شناسی

### سینمایی و تله‌فیلم
| سال  | نام فیلم             | سمت                 | کارگردان            | توضیحات |
| ---- | -------------------- | ------------------- | ------------------- | ------- |
| ۱۴۰۳ | خدای جنگ             | بازیگر              | حسین دارابی         |         |
| ۱۴۰۱ | بی خوابی             | بازیگر              | مرتضی رحیمی         |         |
| ۱۴۰۰ | بلیط                 | بازیگر              | مرتضی رحیمی         |         |
| ۱۳۹۹ | گوگری                | بازیگر              | علی اوسیوند         |         |
| ۱۳۹۹ | پای پرواز من         | بازیگر              | محسن نجفی سواد کوهی |         |
| ۱۳۹۸ | زعفرانی              | بازیگر              | رضا غفاری اعتبار    |         |
| ۱۳۹۸ | مندیر بارون          | بازیگر              | علی اوسیوند         |         |
| ۱۳۹۷ | تهران لندن           | بازیگر              | مرتضی ذوالفقاری نسب |         |
| ۱۳۹۷ | به عشق دا            | بازیگر              | محمود مقامی         |         |
| ۱۳۹۷ | شراره                | بازیگر              | محمود مقامی         |         |
| ۱۳۹۷ | گریه لیلی            | بازیگر              | اسحاق خزایی         |         |
| ۱۳۹۷ | یکتا                 | بازیگر              | نصرت الله قاضی مقدم |         |
| ۱۳۹۷ | تبریز ۲۰۱۸           | مدیر مالی           | محراب نورزاده       |         |
| ۱۳۹۶ | خواب ابدی            | بازیگر/جانشین تولید | مرتضی ذوالفقاری نسب |         |
| ۱۳۹۶ | خجالت نکش            | بازیگر              | رضا مقصودی          |         |
| ۱۳۹۶ | فانوس های همیشه روشن | مدیر تولید          | آتنا حسنی           |         |
| ۱۳۹۶ | کاپیتان امیر         | بازیگر              | سعید چاری           |         |
| ۱۳۹۶ | حرمت                 | بازیگر              | سهم الدین دارایی    |         |
| ۱۳۹۶ | فیبولا               | بازیگر              | داود رضائی          |         |
| ۱۳۹۵ | سربازخانه خانم ها    | بازیگر/مدیر هماهنگی | محسن کیانی          |         |

### تلویزیونی
| سال  | مجموعه        | سمت    | کارگردان                 | شبکه پخش   | توضیحات                                                        |
| ---- | ------------- | ------ | ------------------------ | ---------- | -------------------------------------------------------------- |
| ۱۴۰۳ | غریبه         | بازیگر | سروش محمدزاده            | شبکه سه    | این یک سریال در ۳۶ قسمت در سال ۱۴۰۳ پخش شد.                    |
| ۱۴۰۲ | هفت سر اژدها  | بازیگر | ابوالقاسم طالبی          | شبکه سه    | این یک سریال در ۲۷ قسمت در سال ۱۴۰۳ پخش شد.                    |
| ۱۴۰۲ | زیرخاکی ۴     | بازیگر | جلیل سامان               | شبکه یک    |                                                                |
| ۱۳۹۹ | صبح آخرین روز | بازیگر | حسین تبریزی              | شبکه دو    | این یک سریال ۳۰ قسمت ۵۰ دقیقه‌ای می‌باشد که در سال ۱۴۰۰ پخش شد.  |
| ۱۳۹۹ | چوب خط        | بازیگر | حمید بهرامیان            | شبکه سه    | این سریال در ۱۳ قسمت در سال ۱۳۹۹ پخش شد.                       |
| ۱۳۹۶ | ایراندخت      | بازیگر | محمدرضا ورزی             | شبکه یک    | این یک سریال ۲۷ قسمت ۵۰ دقیقه ای می‌باشد که در سال ۱۳۹۷ پخش شد. |
| ۱۳۹۶ | ستارخان       | بازیگر | محمدرضا ورزی             | شبکه یک    | این یک سریال ۱۰ قسمت ۵۰ دقیقه ای می‌باشد که در سال ۱۳۹۷ پخش شد. |
| ۱۳۹۵ | قصه های تبیان | بازیگر | مهدی محمود و محمد حجت ذی | شبکه تهران | این یک سریال ۳۷ قسمت ۴۵ دقیقه ای می‌باشد که در سال ۱۳۹۵ پخش شد. |

#### نمایش خانگی
| سال  | نام اثر    | کارگردان         | نقش     |
| ---- | ---------- | ---------------- | ------- |
| ۱۴۰۳ | قهوه پدری  | مهران مدیری      | زن کافه |
| ۱۴۰۲ | زخم کاری ۲ | محمدحسین مهدویان | ثریا    |

#### آثار دیگر
| سال  | نام اثر      | نوع اثر    | کارگردان     | توضیحات                                                                             |
| ---- | ------------ | ---------- | ------------ | ----------------------------------------------------------------------------------- |
| ۱۳۹۸ | بر بال پرواز | فیلم مستند | کبری گودرزی  |                                                                                     |
| ۱۳۹۶ | مو           | فیلم کوتاه | داریوش رضایی | این فیلم کوتاه به جشنواره دانشجویی نهال و جشنواره استعدادهای مستقل آمریکا راه یافت. |